# نصر البحار
نصر البحار (17 أكتوبر 1973) هو مغني وملحن وكاتب أغاني عراقي، وُلد في بغداد. 

## السيرة الفنية
بدأ نصر البحار مسيرته الفنية عام 2008، حيث قدم لونًا غنائيًا يجمع بين البوب العربي والفولك بوب، بالإضافة إلى أنماط الكلاسيك كروسوفر. 
حقق شهرة واسعة من خلال أغنيته "Tela3t Mneen" عام 2009، تلتها أعمال ناجحة مثل "Shasaweelah" عام 2010 و"Of Mennak" عام 2016. 
استمر في إصدار الأغاني وتقديم الحفلات داخل وخارج العراق، محافظًا على أسلوبه المميز الذي يجمع بين الطابع الشعبي الحديث والنكهة العراقية الأصيلة.

## الأسلوب الفني
يجمع نصر البحار في أعماله بين الطرب الشعبي العراقي والأنماط الموسيقية الحديثة مثل البوب العربي، والفولك بوب، والكلاسيك كروسوفر، مما يمنحه قدرة على الوصول إلى أذواق متعددة. يتميز صوته بطبقات واسعة وقدرة على أداء المقامات العراقية مع الحفاظ على الطابع العصري في التوزيع الموسيقي.

## الأعمال الحديثة
استمر نصر في إصدار الأغاني خلال العقد الثالث من القرن الحادي والعشرين، حيث طرح أعمالًا مثل ما تندهن ( 2023 )، وكراج حيدر وعزك يا الأردن ( 2024 )، وجيبولي منهم وما نادم وجانت أيام ( 2025 )، وجميعها حققت انتشارًا على المنصات الموسيقية الرقمية.

## الحفلات والمشاركات
شارك نصر البحار في العديد من الحفلات الغنائية داخل العراق وخارجه، وقدم عروضًا في مناسبات وطنية ومهرجانات فنية عربية، مما ساهم في تعزيز شهرته وزيادة جماهيريته.